# Parahybos simplicipes
Parahybos simplicipes är en tvåvingeart som beskrevs av Mario Bezzi 1912. Parahybos simplicipes ingår i släktet Parahybos och familjen puckeldansflugor. Inga underarter finns listade i Catalogue of Life.